# تسگانووکا (شهرستان گاروولین)
تسگانووکا (به لهستانی:  Cyganówka) یک روستا در لهستان است که در گمینا ویلگا واقع شده‌است.